# Rezerwat przyrody Nieznanowo
Rezerwat przyrody Nieznanowo – rezerwat przyrody położony na terenie gminy Hajnówka w województwie podlaskim.
- Powierzchnia według aktu powołującego: 27,49 ha (obecnie podawana wartość – 27,73 ha[1])
- Rok powstania: 1974
- Rodzaj rezerwatu: leśny
- Przedmiot ochrony: fragment Puszczy Białowieskiej z dobrze zachowanymi zbiorowiskami leśnymi grądowymi i bagiennymi oraz typu boru mieszanego.

Największy dąb w uroczysku Nieznanowo:
- Dąb Król Nieznanowa